# Paus Johannes VI
Johannes VI (Ephesus (Griekenland), geboortedatum onbekend - sterfplaats onbekend, 11 januari 705) was paus van 30 oktober 701 tot aan zijn dood in 705.
Johannes VI was van Griekse afkomst. Tijdens zijn pontificaat waren er oorlogen tegen de Longobarden, die werden afgekocht. Ook de exarch bedreigde opnieuw het gezag van de paus.
Cursief: tegenpaus